# Â
Â, â é uma letra (A ou a) combinada com um diacrítico, neste caso, o acento circunflexo ( ^ ). Esta combinação é usada nos alfabetos das línguas francesa, friulana, galega, galesa, portuguesa, romena, turco, valona e vietnamita.

## Uso em várias línguas

### Francês
Â na língua francesa é usada com a letra com acento circunflexo. Vem do antigo francês, onde a vogal seguia a consoante "s". Por exemplo, a forma moderna de bâton veio do antigo francês baston.